# Bluette (Polka)
Bluette ist eine Polka-française von Johann Strauss Sohn (op. 271). Das Werk wurde am 23. November 1862 im Redouten Saal der Wiener Hofburg aufgeführt. Möglicherweise wurde es bereits einen Tag eher im Tanzlokal Zum Sperl erstmals gegeben.

## Einzelnachweis
1. ↑  Quelle: Englische Version des Booklets (Seite 25) in der 52 CDs umfassenden Gesamtausgabe der Orchesterwerke von Johann Strauß (Sohn), Hrsg. Naxos (Label). Das Werk ist als siebter Titel auf der 6. CD zu hören.